# Casimirella guaranitica
Casimirella guaranitica är en tvåhjärtbladig växtart som beskrevs av Hassler. Casimirella guaranitica ingår i släktet Casimirella och familjen Icacinaceae. Inga underarter finns listade i Catalogue of Life.